# Rokytnice (kraj ołomuniecki)
Rokytnice – gmina w Czechach w powiecie Přerov w kraju ołomunieckim, na Morawach. 
Według danych z dnia 1 stycznia 2012 liczyła 1472 mieszkańców. Pierwsza wzmianka o miejscowości pochodzi z 1348 roku.
W Rokytnicy znajduje się przystanek kolejowy Rokytnice u Přerova.